# Остин, Брэндон
Брэндон Остин (англ. Brandon Austin; род. 7 января 1999, Хемел-Хемпстед, Восточная Англия) — английский футболист, вратарь клуба «Тоттенхэм Хотспур» Английской премьер-лиги.

## Карьера
Брэндон Остин родился 8 января 1999 года в городе Хемел-Хемпстед, Англия. В школе играл в баскетбольной команде, как и его отец — профессиональный баскетболист. Играл за «Челси», прежде чем попасть в молодёжную команду «Тоттэнхэма». Обладая также гражданством США, Остин вызывался в сборную США по футболу в 2017 году. В 2019 году Брэндон Остин впервые попал на скамейку запасных в матче Английской Премьер лиги против «Уотфорда».
В январе 2020 году отдан в аренду в датский клуб Виборг на оставшуюся часть сезона 2019/2020 Первого дивизиона, появившись на 14 матчах. В январе 2021 года передан в аренду в американский клуб «Орландо Сити» и участвовал в пяти матчах сезона MLS 2021 на скамейке запасных. Летом 2021 года, вернувшись в «Тоттенхэм», вошёл в основной состав и выходил на скамейку запасных на матчах сезона 2021/2022 Английской Премьер-лиги.
В конце сезона 2024/2025 контракт Брэндона Остина заканчивался, однако переговоры о продлении уже велись к апрелю 2024 года. Летом 2024 года был подписан долгосрочный контракт до 2029 года.
Брэндон Остин дебютировал на полях Английской Премьер лиги 4 января 2025 года. Он вышел на поле с основным составом против «Ньюкасл Юнайтед».

## Достижения
«Тоттенхэм Хотспур»
- Победитель Лиги Европы УЕФА: 2024/25